# Antoine Bourdelle

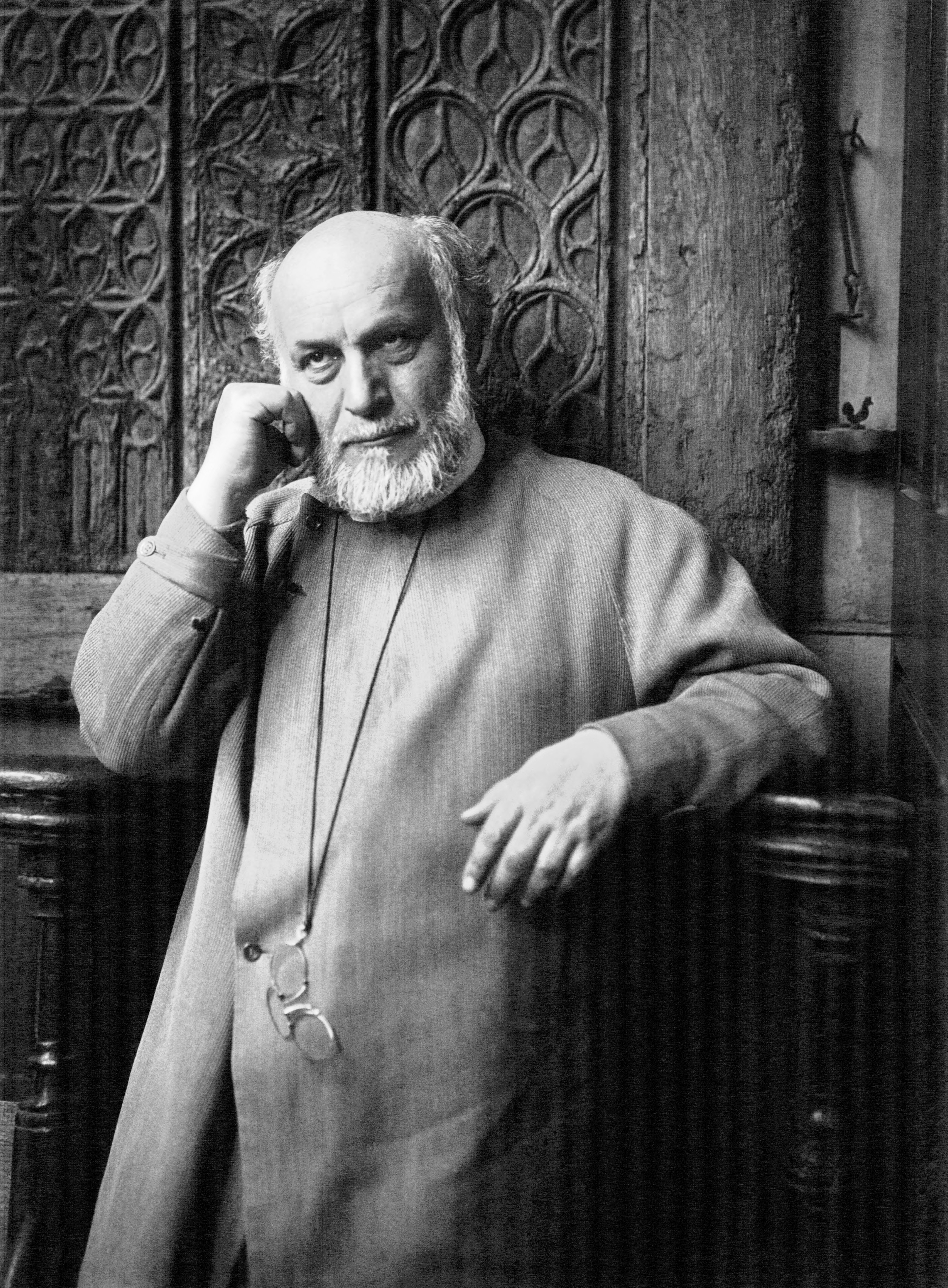
Antoine Bourdelle, Foto aus dem Jahr 1925

Antoine Bourdelle (vollständig Émile-Antoine Bourdelle; * 30. Oktober 1861 in Montauban, Département Tarn-et-Garonne; † 1. Oktober 1929 in Le Vésinet, Département Yvelines) war ein französischer Bildhauer, Maler, Illustrator und Kunstlehrer.

## Leben
Bourdelle verließ mit 13 Jahren die Schule, um als Holzschnitzer in der Möbeltischlerei seines Vaters zu arbeiten. Er lernte Zeichnen beim Gründer des Ingres-Museums in Montauban, dann Bildhauerei an der Kunstschule in Toulouse. Hiernach verbrachte er zehn Jahre an der École des Beaux-Arts in Toulouse und bekam 24-jährig ein Stipendium für die École des Beaux-Arts in Paris unter Alexandre Falguière und später unter Jules Dalou.

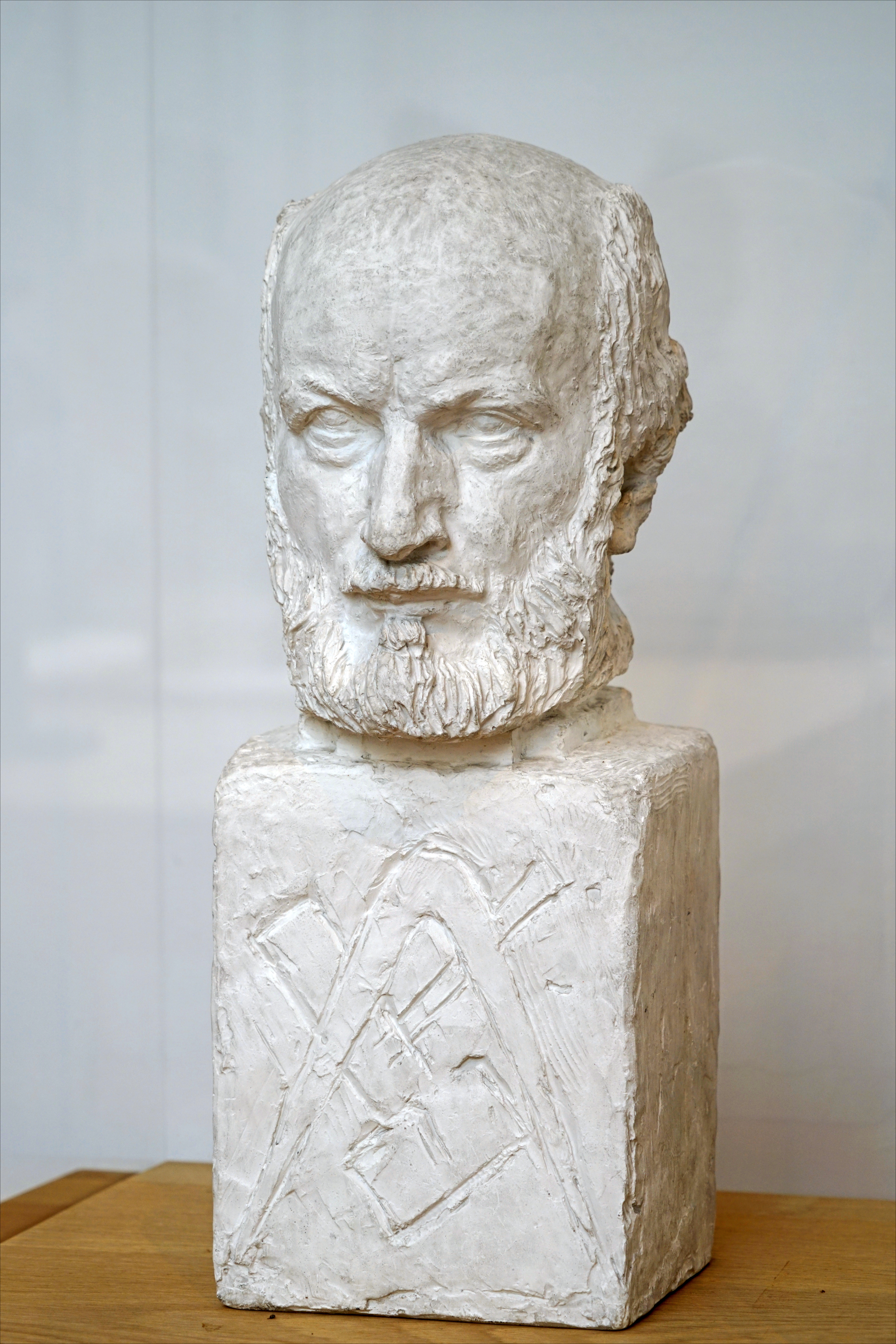
Büste von Otto Charles Bänninger, Musée Bourdelle, Paris

1888 fertigte er erste Skulpturen von Beethoven. Sein von Pathos und monumentalem Anspruch erfülltes Werk ist charakterisiert von rhythmisierter Bewegung. Er war einer der Pioniere monumentaler Skulpturen des 20. Jahrhunderts. Auguste Rodin bewunderte sein Werk, und ab 1893 arbeitete Bourdelle als Rodins Assistent. Bourdelle entwickelte sich zu einem bekannten Lehrer, sowohl in Rodins als auch in seinem eigenen Studio, ab 1909 bis zu seinem Tod auch als Lehrer an der bedeutenden Académie de la Grande Chaumière in Paris. Viele später bedeutende Künstler, beispielsweise Henri Matisse und Alberto Giacometti, erhielten von ihm Unterricht, wodurch er beträchtlichen Einfluss auf die Bildhauerei ausübte. 1927 wurde er auch von dem jungen Bildhauer Arno Breker aufgesucht, der vor allem eine große Beethoven-Büste bewunderte.
1929 starb Bourdelle im Alter von 67 Jahren in Le Vésinet bei Paris. Er wurde auf dem Friedhof Montparnasse in Paris bestattet.
Bourdelle war Gründungsmitglied und Vizepräsident des Salon des Tuileries in Paris.

## Ehrungen
1924 wurde Antoine Bourdelle zum Offizier der Ehrenlegion ernannt. 1930 erfolgte die Umbenennung eines im 15. Arrondissement von Paris liegenden, von der Avenue du Maine abgehenden Erschließungsweges in „Rue Antoine Bourdelle“. Im Haus Nr. 18, ab 1885 Wohnsitz und Atelier des Künstlers, wurde 1949 das Musée Bourdelle eröffnet. 1926 wurde er zum assoziierten Mitglied der Académie royale des Sciences, des Lettres et des Beaux-Arts de Belgique gewählt.

## Werke
Zahlreiche Werke befinden sich im Musée Bourdelle in Paris, im Musée Jardin Bourdelle, einem Gartenmuseum, in Égreville, und im Musée Ingres Bourdelle in Montauban, der Geburtsstadt von Jean-Auguste-Dominique Ingres und Antoine Bourdelle. Die Plastiken des Künstlers stehen aber auch in bekannten internationalen Museen, in öffentlichen Gebäuden (z. B. Beethoven in der Beethovenhalle Bonn), auf öffentlichen Plätzen und in öffentlichen Gärten (z. B. Héraclès archer auf dem Innenhof des WiSo-Gebäudes der Universität zu Köln in Köln-Lindenthal oder La mort du dernier centaure im Garten der Nationalgalerie in Athen).

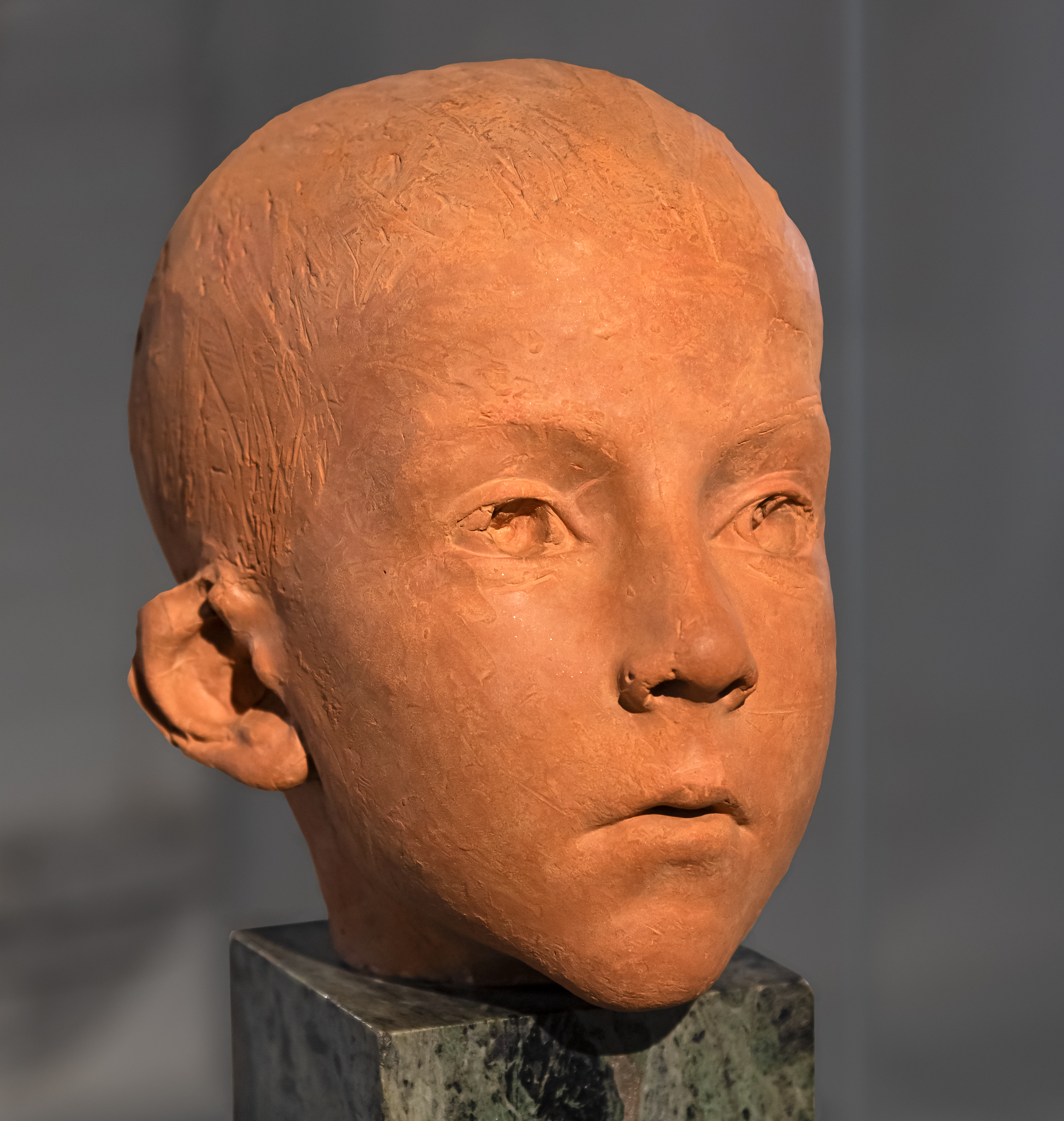
Tête d’enfant („Kopf eines Kindes“, Terrakotta, 1885 oder 1886), Musée Ingres-Bourdelle, Montauban
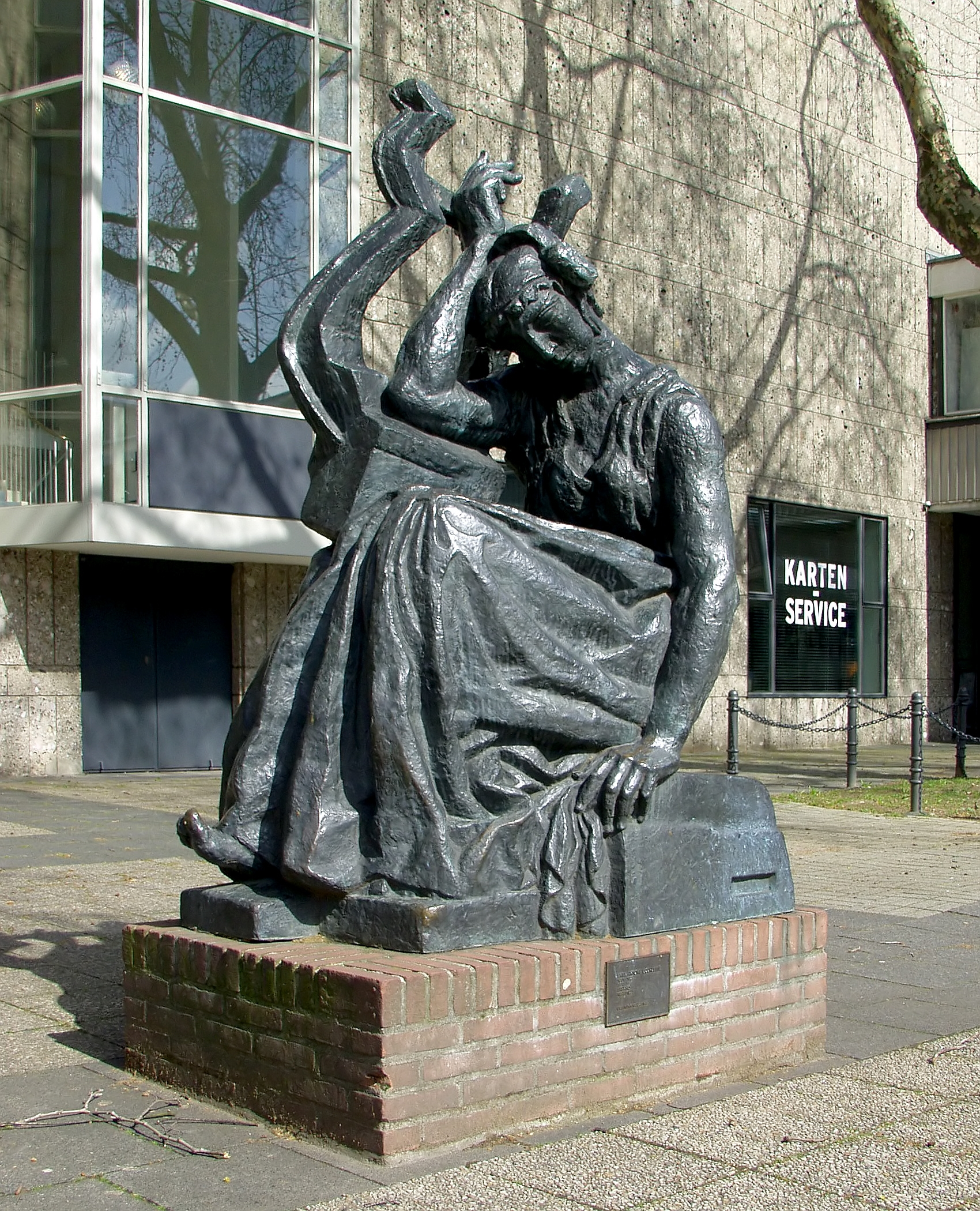
Sappho (Bronze, 1887/1925), Kleiner Offenbachplatz, Köln
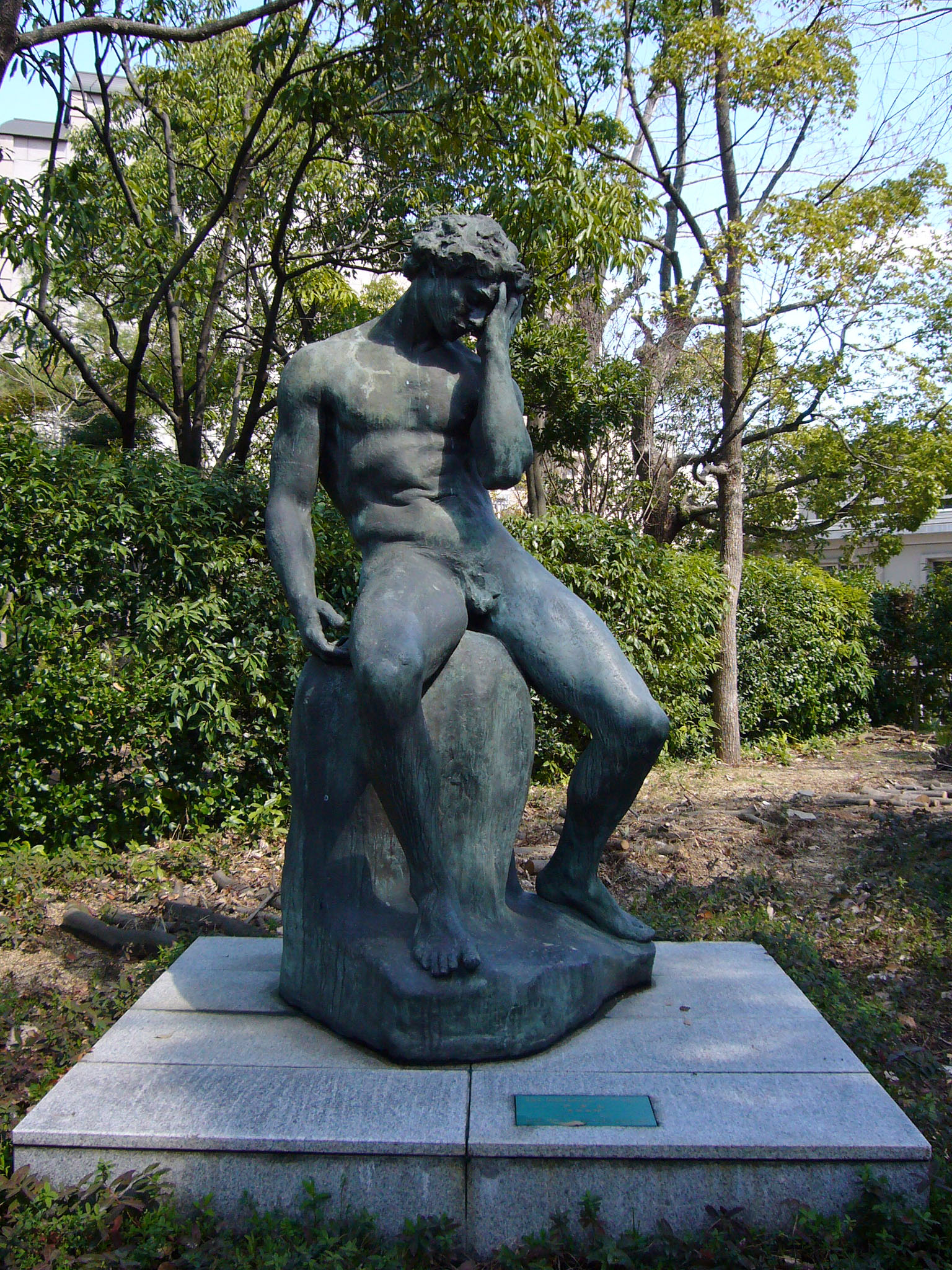
Adam (Bronze, 1889), Alte Verwaltung der Präfektur Hyōgo, Kōbe
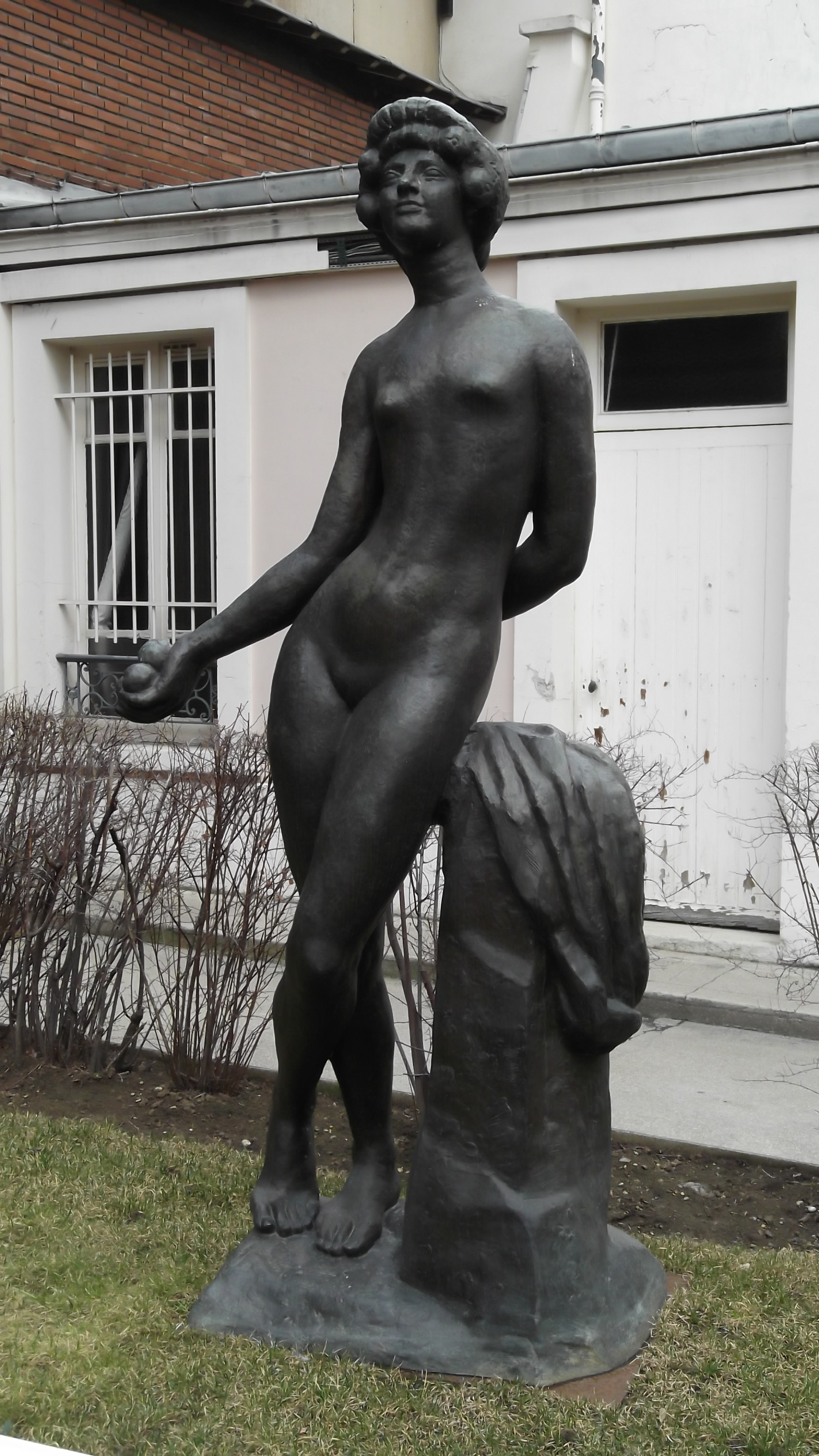
Le fruit („Die Frucht“, Bronze, 1902/1911), Musée Bourdelle, Paris
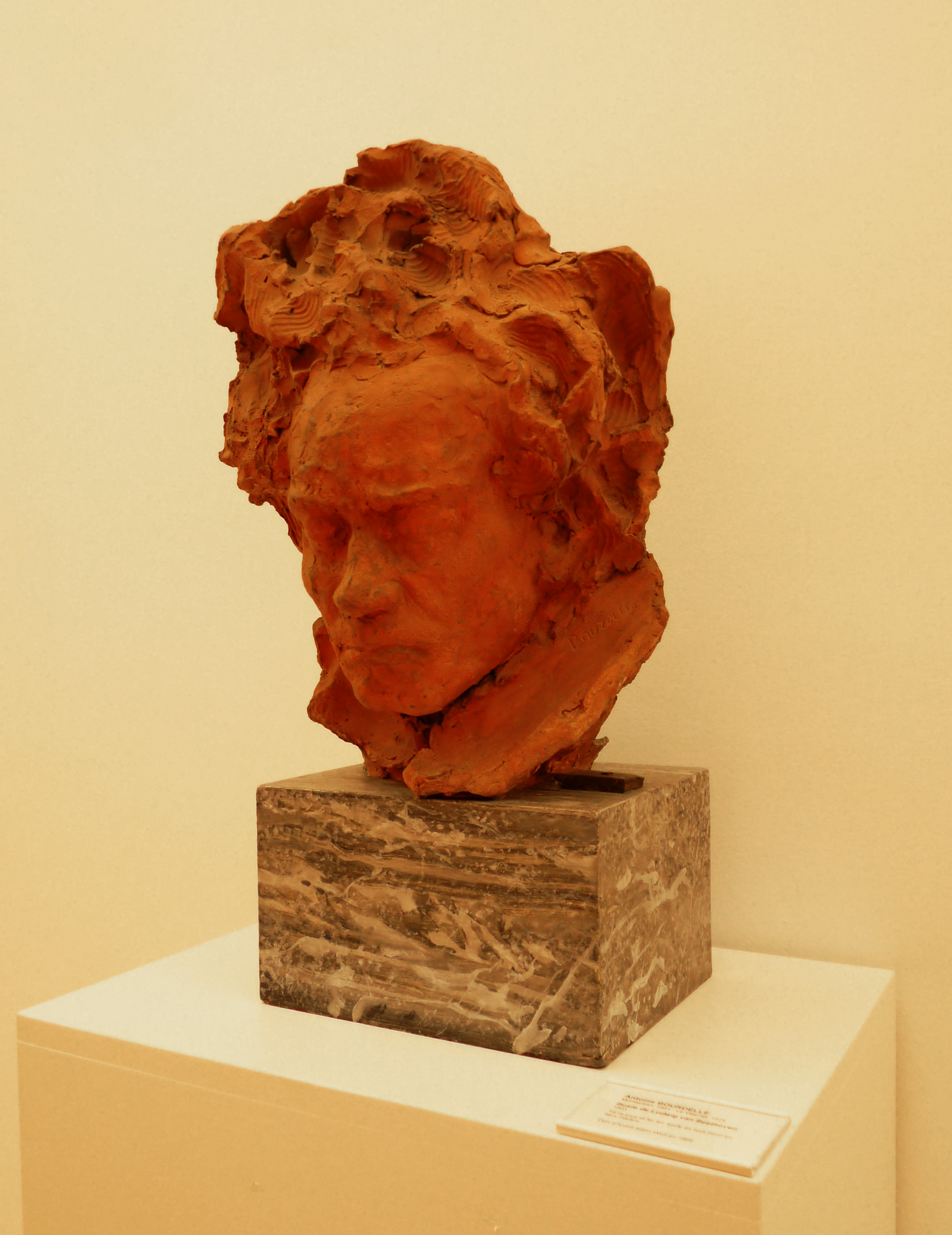
Ludwig van Beethoven (Ton, 1903), Museum für moderne und zeitgenössische Kunst, Straßburg
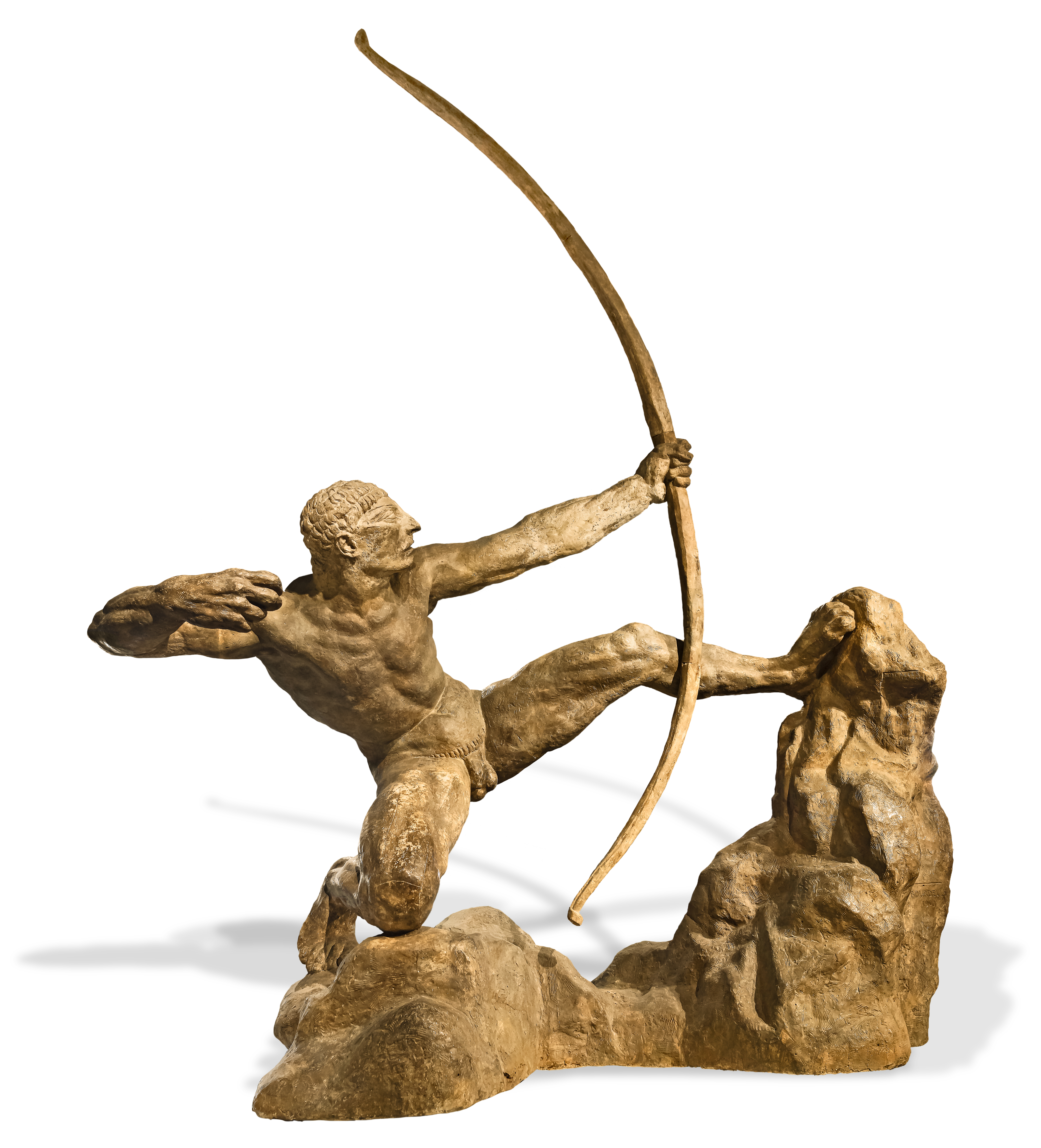
Héraclès archer („Herkules mit dem Bogen“, Gips, 1909), Musée Ingres-Bourdelle, Montauban
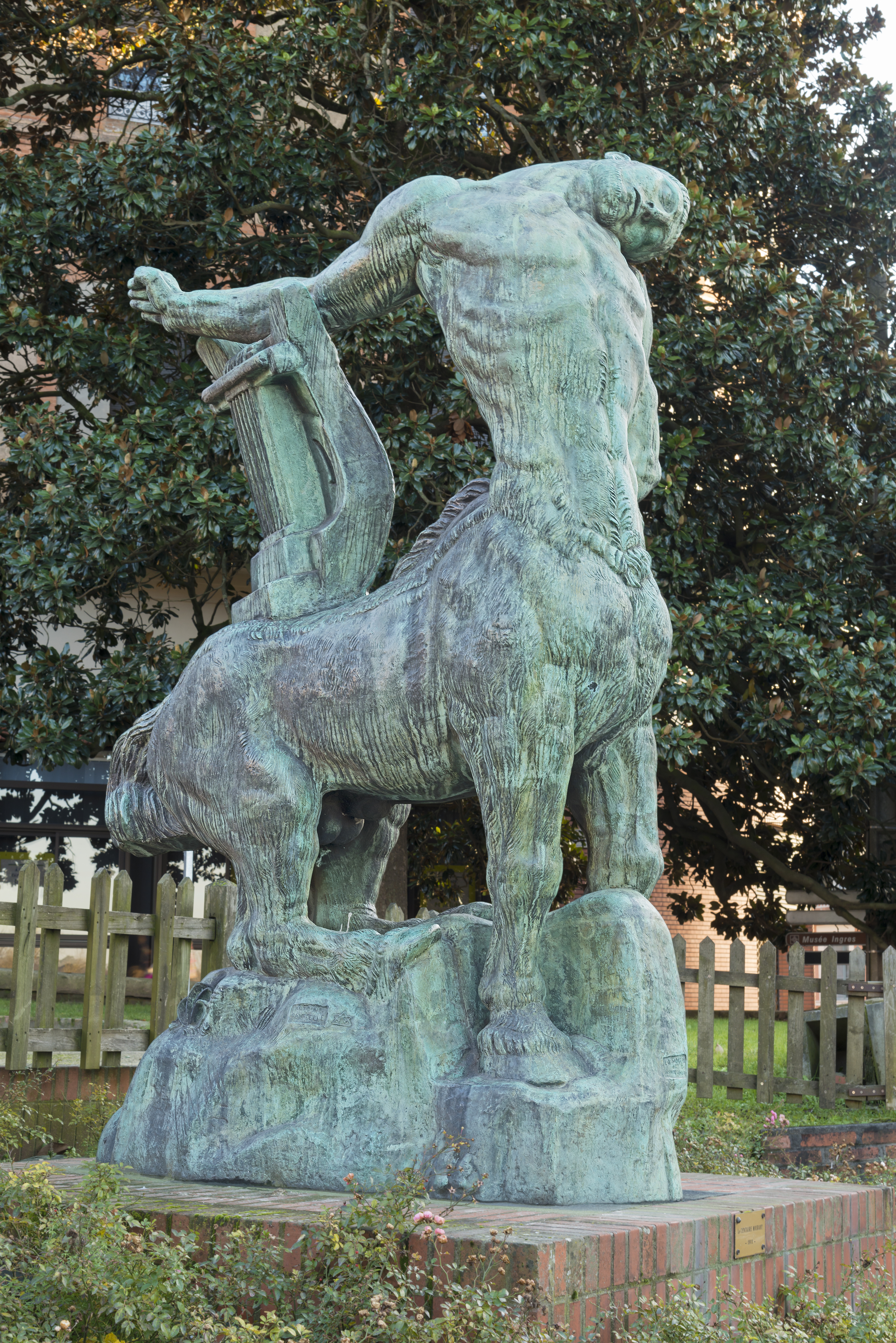
La mort du dernier centaure („Der Tod des letzten Zentauren“, Bronze, 1914), Musée Ingres-Bourdelle, Montauban
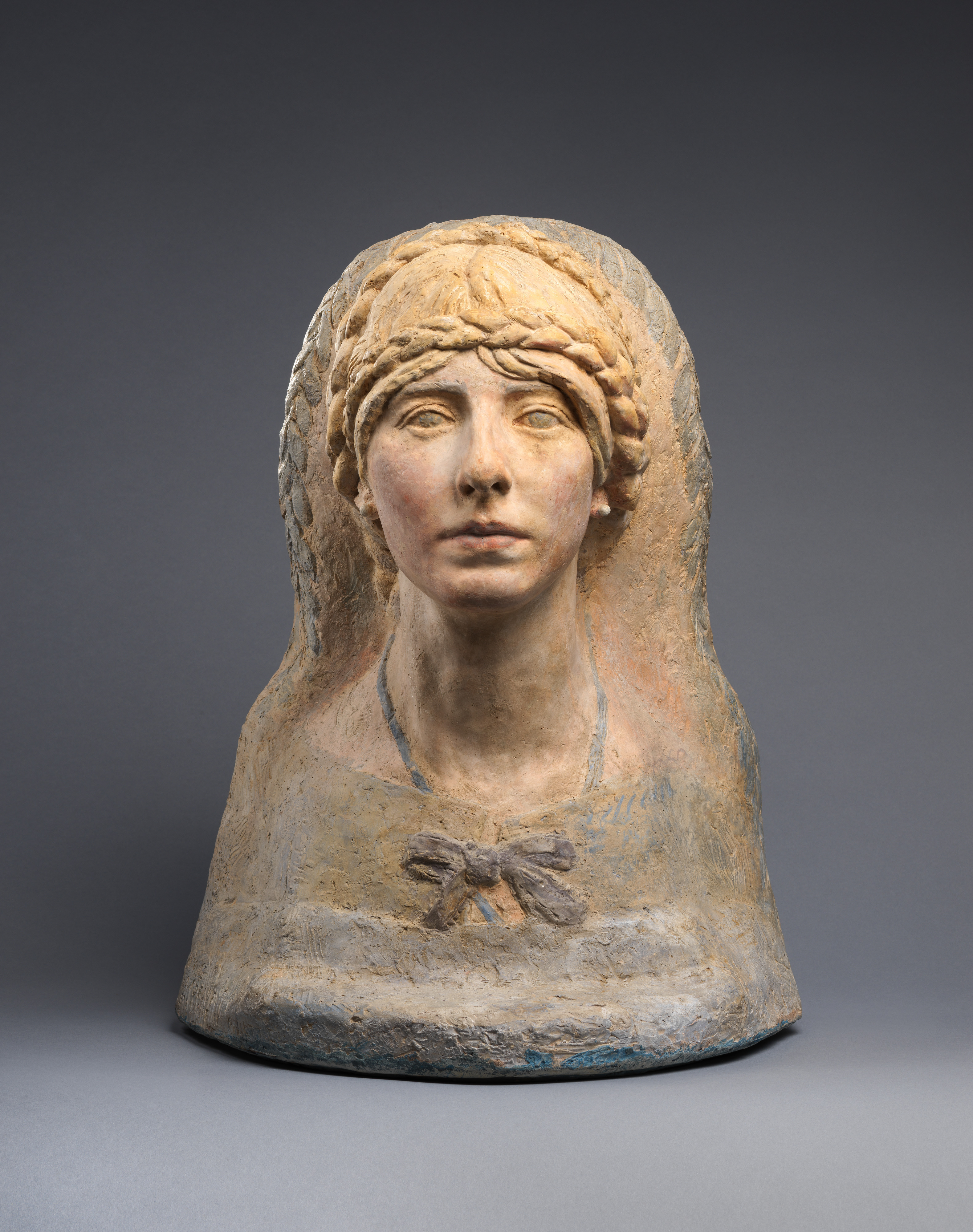
Irene Millet (kolorierter Gips, 1917), Metropolitan Museum of Art, New York

## Schüler (Auswahl)
- Thanassis Apartis (1899–1972)
- Otto Charles Bänninger (1897–1973)
- Lucienne Bloch (1909–1999)
- Ernesto Canto da Maia (1890–1981)
- Pablo Curatella Manes (1891–1962)
- Yitzhak Frenkel Frenel (1899–1981)
- Alberto Giacometti (1901–1966)
- Angela Gregory (1903–1990)
- Otto Gutfreund (1889–1927)
- Bror Hjorth (1894–1968)
- René Iché (1897–1954)
- Raoul Josset (1899–1957)
- Emile Lahner (1893–1980)
- Aristide Maillol (1861–1944)
- Wadim Meller (1884–1962)
- Bencho Obreshkov (1899–1970)
- Jakob Probst (1880–1966)
- Germaine Richier (1902–1959)
- Maria Helena Vieira da Silva (1908–1992)
- Helen Wilson[2]
- Hedwig Woermann (1879–1960)
- Teodors Zaļkalns (1876–1972)

## Ausstellungen
- 2014: Antoine Bourdelle: Sappho, Kunsthaus Zürich.[3]